# Volker Rudel
Volker Rudel (* 27. November 1963) ist ein ehemaliger deutscher Fußballspieler.

## Karriere
Rudel spielte in der Jugendabteilung von Eintracht Frankfurt. Mit seinem Team, das von Trainer Klaus Mank betreut wurde, schaffte er den Sprung ins Finale um die deutsche B-Jugendmeisterschaft der Saison 1979/80. Im Finale traf die Eintracht auf den FC Schalke 04. In der Gelsenkirchener Glückauf-Kampfbahn setzen sich die Hessen mit 2:1 durch, und Rudel war deutscher B-Jugend-Meister.
Später heuerte er bei Kickers Offenbach an. Mit den Kickers spielte er in der 2. Bundesliga. Am ersten Spieltag der Saison 1982/83 gab er vor heimischer Kulisse sein Profidebüt gegen den VfL Osnabrück. Beim 4:0-Erfolg steuerte er einen Treffer bei. Im weiteren Saisonverlauf bekam Rudel immer wieder Einsatzzeit von Trainer Lothar Buchmann, er wurde weitere 27 mal eingesetzt und dabei meistens ein- oder ausgewechselt. Seine Torjägerqualitäten konnte er dabei nicht mehr unter Beweis stellen, es blieb bei einem Saisontreffer. Dennoch verlief die Spielzeit für ihn erfolgreich, da sein Team in der Abschlusstabelle hinter dem SV Waldhof Mannheim Platz zwei belegte. Damit stiegen die Kickers in die Bundesliga auf. In der folgenden Saison 1983/84 gehörte Rudel zum Bundesligateam der Offenbacher. Diese konnten aber ihre Erfolgsserie nicht fortsetzen und belegten den vorletzten Platz in der Abschlusstabelle. Mit 106 Gegentoren war das Team die „Schießbude“ der Liga; die Kickers waren nach Tasmania 1900 Berlin (65/66) und Rot-Weiss Essen (76/77) erst der dritte Bundesliga-Verein, der mehr als 100 Gegentore kassierte. Rudel bestritt nur ein Spiel in der 1. Bundesliga. Dies war am ersten Spieltag das Auswärtsspiel gegen den VfL Bochum, das 0:1 verloren ging. Bereits in der Winterpause wechselte er nach Österreich zum SK VÖEST Linz, bei dem er eineinhalb Jahre blieb. Für die Linzer bestritt er neun Ligaspiele und erzielte ein Tor in der österreichischen Bundesliga.
Ab dem Sommer 1985 trug Rudel das Trikot von FK Pirmasens und spielte ein Jahr in der Oberliga Südwest, anschließend wechselte er zum SV Sandhausen. In seiner ersten Spielzeit, der Saison 1986/87, gewann Sandhausen die Meisterschaft in der Oberliga Baden-Württemberg, mit der sich die Mannschaft für die anschließende Aufstiegsrunde zur 2. Bundesliga qualifizierte. Gegen die Konkurrenz, sein ehemaliges Team Kickers Offenbach, die SpVgg Bayreuth sowie Eintracht Trier, konnte sich Sandhausen nicht durchsetzen. Nach einem dritten Platz in der Folgesaison wechselte Rudel für ein Jahr zum 1. FC Pforzheim. Dort wurde Rudel in der Saison 1989/90 mit 26 Treffern Torschützenkönig der Oberliga Baden-Württemberg. Mit seiner Mannschaft scheiterte er denkbar knapp an der Teilnahme zur Aufstiegsrunde zur 2. Bundesliga. Nach der regulären Saison verfügten der 1. FC Pforzheim und SSV Reutlingen über das gleiche Punktverhältnis (50:18) sowie eine identische Tordifferenz (+41). Das somit notwendig gewordene Entscheidungsspiel um die Oberligameisterschaft verlor Pforzheim vor 13.000 Zuschauern im Heilbronner Frankenstadion mit 1:3. Zur neuen Saison wechselte Rudel zum SV Waldhof Mannheim. Für Waldhof hatte Rudel 18 Einsätze in der Bundesliga und konnte dabei zwei Tore erzielen. Zum Ende der Saison 1989/90 stieg Mannheim als Tabellensiebzehnter ab. Rudel wechselte zum TSV 1860 München, für den er bis 1992 spielte, ehe er wieder zurück nach Pforzheim wechselte und für den VfR Pforzheim noch zwei Spielzeiten in der Oberliga aktiv war.